# Dammtjärnen (Nyhems socken, Jämtland)
Dammtjärnen är en sjö i Bräcke kommun i Jämtland och ingår i Ljungans huvudavrinningsområde. Sjön har en area på 0,145 kvadratkilometer och ligger 351,1 meter över havet.

## Delavrinningsområde
Dammtjärnen ingår i det delavrinningsområde (698372-149626) som SMHI kallar för Utloppet av Rammsjön. Medelhöjden är 384 meter över havet och ytan är 15,98 kvadratkilometer. Det finns inga avrinningsområden uppströms utan avrinningsområdet är högsta punkten. Ansjöån som avvattnar avrinningsområdet har biflödesordning 4, vilket innebär att vattnet flödar genom totalt 4 vattendrag innan det når havet efter 172 kilometer. Avrinningsområdet består mestadels av skog (76 procent) och sankmarker (10 procent). Avrinningsområdet har 0,82 kvadratkilometer vattenytor vilket ger det en sjöprocent på 5,1 procent.